# Libellula forensis
Libellula forensis ist eine Libellen-Art der Gattung Libellula aus der Unterfamilie Libellulinae. Ihr Verbreitungsgebiet erstreckt sich westlich der Rocky Mountains in den USA und Kanada.

## Merkmale

### Bau der Imago
Das Tier erreicht eine Länge von 44 bis 50 Millimetern, wobei 27 bis 32 Millimeter davon auf das Abdomen entfallen. L. forensis hat ein hellgelbes Gesicht mit zwei helleren Punkten auf der Stirn. Der Thorax ist braun und weist auf beiden Seiten jeweils zwei gelbe Streifen auf.
Die Hinterflügel erreichen eine Länge von 35 bis 41 Millimetern. Beide Flügelpaare besitzen an der Basis einen sich bis zum Flügeldreieck ausbreitenden dunkelbraunen Schatten. Ein weiterer Fleck im Flügel befindet sich zwischen dem Nodus und knapp vor dem Pterostigma. Bei ausgewachsenen Männchen und vereinzelt auch bei Weibchen färben sich die Flächen um diese dunklen Flügelregionen weißlich.
Das stumpfe Abdomen ist dunkelbraun und weist seitlich gelbe Streifen auf die sich am hinteren Teil des Abdomens in Punkte auflöst. Mit dem Alter färbt sich das Abdomen aschgrau. Bei den Weibchen ist das achte Segment leicht verbreitert.

### Bau der Larve
Die Larven besitzen zentral im Gesicht sitzende Augen und haben ein langes, sich zum Ende hin verjüngendes Abdomen. Der Rand des unpaaren Vorderteils des Labium, das sogenannte Prämentum ist glatt.